# Litteraturhistorie
Litteraturhistorie beskæftiger sig med betydelige skønlitterære værker, forfatterskaber, genrer, strømninger og perioder i litteraturen gennem tiden. Den anskuer de litterære værker i forhold til den tid, de er skrevet i, og i forhold til tidligere og senere værker. Litteraturhistoriens fokus er ofte den litteratur, som er repræsentativ for en bestemt periode. Litteraturhistorie er en underdisciplin til litteraturvidenskaben sammen med især litteraturanalyse og litteraturteori. Litteraturhistorien er beslægtet med discipliner som historie (herunder kulturhistorie og socialhistorie), kunsthistorie, musikhistorie og idéhistorie. Konkrete fremstillinger af litteraturhistorien inddeles ofte efter folkeslag, landegrænser eller sprogfællesskaber eller indsnævres til at dække et bestemt og mere begrænset tidsrum.
Discipliner som boghistorie og vershistorie kan opfattes som underdiscipliner til litteraturhistorien.
Denne artikel omhandler litteraturhistorie som disciplin. Under afsnittet ’Litteraturhistoriens teori’ kan man desuden læse om litteraturhistoriografi – den del af faget, der beskæftiger sig teoretisk og praktisk med, hvordan man skriver litteraturhistorie. For en gennemgang af dansk litteraturhistorie se artiklen Dansk Litteratur. 'Litteraturhistorie' anvendes derudover i nogle sammenhænge som navnet på en universitetsuddannelse, således har Aarhus Universitet en uddannelse i 'Litteraturhistorie'.

## Litteraturhistoriske perioder
Et hyppigt brugt begreb indenfor litteraturhistorie er periodebegrebet, også kendt som en litterær periode. Begrebet er forholdsvist bredt, og det kan være svært at give en præcis definition. Med periode menes her et kortere eller længere tidsrum, hvor en række forfattere samles om en fælles idé eller bevægelse, eller omvendt - hvor en strømning eller en række idéer samler dem.
I det 19. århundredes litteraturhistorie, var opfattelsen af litteraturen præget af en udviklingstankegang, hvor man anså, at én periode ville lede op til den næste, som derefter ville erstatte den. På denne måde tog en stor del af det 19. århundredes litteraturhistorier form som fortællinger, der samlende beskrev en litterær udvikling.
Overordnet set kan man sige, at udviklingen indenfor det litteraturhistoriske felt har bevæget sig fra en samlende fremstilling af litterære bevægelser og perioder, til mere lokale fremstillinger og fortællinger. Litteraturhistorieforskningen er blevet mere bevidst om de forskellige måder, man kan opdele og karakterisere litteraturhistoriske perioder på. Med romantikken og Det Moderne Gennembrud som eksempler, kan man spørge, om der er andre måder end 'periode' at forstå og inddele disse ud fra. Romantikken kan både opfattes som et udtryk for en bestemt stil med en række æstetiske regler samt en generel litterær praksis eller som en kulturstrømning med udspring i Tyskland, med blandt andet den tyske filosof Friedrich Schlegel som hovedfigur. På samme måde kan Det moderne gennembrud også betragtes som en litterær periode fra 1870-90 eller som en dansk skole og bevægelse, der var centreret omkring en række forfattere og brødrene Georg Brandes og Edvard Brandes.
Hyppigt anvendte litterære periodebegreber i dansk litteratur.
- Middelalderen
- Renæssancen
- Barokken
- Oplysningstiden
- Pietismen
- Rokokoen
- Romantikken
- Biedermeieren
- Romantismen
- Det Moderne Gennembrud
- Symbolisme
- Det folkelige gennembrud
- Modernisme
- Postmodernisme

Nogle litteraturhistorier behandler også oldtiden som litterær periode, om end det kan diskuteres, hvorvidt der kan tales om litteraturskrivning før den latinske skrifts indtog med kristendommen ca. år 1000.

## Litteraturhistoriens historie
Fra og med Aristoteles kan man finde eksempler på litteraturhistorie. I 1725 udkom den italienske filosof Giambattista Vicos (1668-1744) hovedværk Scienza Nuova, hvori han fremlagde ideen om, at historien er menneskeskabt, og ikke bestemt af guderne, hvad man ellers havde ment inden Vicos teori. På den måde, gav han liv til vores moderne historieopfattelse, og derved også litteraturhistoriens begyndelse.
I det 19. århundrede bliver litteraturhistorie en selvstændig disciplin.

## Litteraturhistoriens teori
Historiografi er læren om, hvordan der skrives historie, og den teoretiske beskæftigelse med litteraturhistorie kaldes derfor også litteraturhistoriografi. Den litteraturhistoriografiske tilgang har tre dimensioner, der består af følgende:
- Den ”teoretisk refleksion over litteraturens historiske karakter og dens kulturelle funktion som historisk fænomen”[8].
- Litteraturhistoriografien er desuden en ”metodisk refleksion over principperne for, hvordan litteratur på det grundlag kan fremstilles historisk” [9].
- Derudover, ”en historisk refleksion over litteraturhistorieskrivningens historie”.[9]

Litteraturhistoriografien er altså et metablik på litteraturhistorien, som indebærer refleksioner over de tre ovenstående dimensioner. Disse gør det muligt at undersøge hvilke vilkår, der gør sig gældende for en litteraturhistories tilblivelse, og hvordan dette spiller ind i måden, der skrives om litteraturen og litteraturhistorien i et givent litteraturhistorisk værk.
Der findes netop mange forskellige måder at inddele litteraturhistorien på. For eksempel ud fra forskellige genrer, skoler, traditioner og bevægelser.
Den teoretiske og ideologiske tilgang til litterære værker vil forme resultatet af den litterære læsning og analyse. I analysearbejdet med litteraturhistoriske værker bruges de videnskabsteoretiske metoder; hermeneutik og fænomenologi, strukturalisme, nykritik, marxistisk litteraturkritik, narratologi, psykoanalyse, dekonstruktion, social konstruktivisme, feminisme, poststrukturalisme.

## Danske litteraturhistoriske fremstillinger
De enkelte litteraturhistoriske værker dækker forskellige interesseområder, hvilket betyder, at det varierer fra litteraturhistorie til litteraturhistorie, hvilke emner, der bliver opfattet som betydelige. Det mest afgørende fællestræk for litteraturhistoriske værker er, at de opstiller en række generaliseringer og typologier for en given periode, mens de afviger stærkt i deres vinkling og vægtning af stoffet, i deres komposition og i deres faglige tilgange.

### Fremstillinger af verdenslitteraturen
Det findes to større fremstillinger af verdenslitteraturen på dansk.

#### F.J. Billeskov-Jansen:Politikens Verdenslitteraturhistorie
Værket er søsterudgivelse til den af Gustav Albeck og andre redigerede Dansk Litteratur Historie. 12 bind. Den er udsendt på Politikens forlag.

#### Hans Hertel: Verdens litteratur historie
Udsendt i syv bind på Gyldendals forlag i perioden 1985-1993.
1.	Oldtiden
2.	Middelalderen
3.	1450-1720
4.	1720-1830
5.	1830-1914
6.	1914-1945
7.	1945-1992

### Fremstillinger af nordisk litteratur

#### Elisabeth Møller Jensen (m.fl., red): Nordisk kvindelitteraturhistorie
Bogværket Nordisk Kvindelitteratur er redigeret af Elisabeth Møller Jensen i 1993-1996. Hun skriver i afsnittet ”Om bogværket” om sine egne metodiske overvejelser i forhold til litteraturhistoriografien, at hun besluttede at gøre kvinderne fri fra den traditionelle litteraturhistoriske tradition og tænke de kvindelige forfatterskaber frit og forfra. Værket er udgivet i bogform 1993-1998, og blev digitaliseret i 2012. Over hundrede kvindelige litterater over hele norden har bidraget til værket, hvor fællesnævneren har været (med Elisabeth Møller Jensens egne ord): ”en stor åbenhed i vurderingen af de enkelte forfatterskaber, så lidt ideologi og så stor frihed for den enkelte skribent som overhovedet muligt under hensyntagen til helheden.”
Det findes online på: https://nordicwomensliterature.net/da/velkommen-nordisk-kvindelitteraturhistorie/.

### Fremstillinger af dansk litteratur

#### N.M Petersen:Bidrag til den danske Litteraturs Historie(1907)
Niels Mathias Petersen, Danmarks første professor i nordisk sprog og litteratur, skrev denne første danske litteraturhistorie i 5 bind i 1907. Han behandler den norske litteratur som en del af den danske litteraturhistorie, og han tilgår litteraturhistorien ud fra et bredt sociologisk litteraturbegreb. Værket er opdelt som følgende:
i.	Middelalderen el. Katolicismens tidsrum, ca. 1000-1500
ii.	Reformationstiden, ca. 1500-1560
iii.	Det lærde tidsrum, ca. 1560-1710
iv.	Holbergs tidsalder, ca. 1700-1750
v.	Oplysningens tidsalder, ca. 1750-1800

#### Carl S. Petersen og Vilhelm Andersen:Illustreret dansk Litteraturhistorie (1924-1934)
Igennem mange år var dette værk i fire store bind den klassiske fremstilling af dansk litteraturhistorie. Bindene udkom ikke i kronologisk rækkefølge.
I.. Fra Folkevandringstiden indtil Holberg (Carl S. Pedersen, 1929)
II. Det attende Aarhundrede (Carl S. Pedersen, 1934)
III.. Det nittende Aarhundredes første Halvdel (VIlhelm Andersen, 1924)
IV.. Det nittende Aarhundredes anden Halvdel (VIlhelm Andersen, 1925)

#### Oluf Friis:Den Danske Litteraturs Historie
Oluf Friis udgave i årene 1937-45 Den Danske Litteraturs Historie i hæfteform. I 1945 blev de samlet i et enkelt bind udgivet på H. Hirschprungs Forlag. Litteraturhistorien var planlagt i flere bind, med projektet blev aldrig færdiggjort. Litteraturhistorien dækker tidsrummet fra oldtiden til renæssancen og er inddelt i tre hovedkapitler:
- Oldtiden
- Middelalderen
- "Det XVI og XVII Aarhundrede".

#### Gustav Albeck (m.fl.):Dansk Litteratur Historie
Denne danske litteraturhistorie er søsterudgivelse til den af F.J. Billeskov-Jansen redigerede verdenslitteraturhistorie i 12 bind (se ovenfor). Den overtog pladsen som standardværket til forståelse af dansk litteraturhistorie fra Illustreret Dansk Litteraturhistorie. Værket er udsendt på Politikens forlag og udkom oprindeligt i fire bind fra 1964-1966. En senere udgave af værket har seks bind.
Firebindsudgaven fordeler bindene således:
1. Fra runerne til Johannes Ewald
2. Fra Oehlenschläger til Kierkegaard
3. Fra Georg Brandes til Johannes V. Jensen
4.	Fra Tom Kristensen til Klaus Rifbjerg

#### Johan Fjord Jensen (red.)Dansk litteraturhistorie
Litteraturhistorien blev udgivet på Gyldendal i ni bind i perioden mellem 1983 og 1985 med en bred forfatterkreds. Ud over dens hovedredaktør, professor Johan Fjord Jensen blev den også uofficielt redigeret af en række undergrupper. Den er blevet kaldt marxistisk eller socialhistorisk og har sit udgangspunkt i den litteraturforståelse, der knyttede sig til ungdomsoprøret på de danske universiteter.

#### Jens Anker Jørgensen, Marianne Stidsen (m.fl.):Hovedsporet
Opslagsværk i ét bind, udgivet ved Gyldendal i 2005. Denne litteraturhistorie behandler danske litterære værker og tegner forfatterportrætter fra oldtiden til år 2000. Den er inddelt i følgende hoveddele:
- Oldtiden
- Middelalder
- 1536-1770
- 1770-1870
- 1870-1965
- 1965-2000

#### Klaus P. Mortensen og May Schack (red.) Dansk litteraturs historie (2006-2009)
Værk i fem bind skrevet af en bred kreds af forfattere. Værket er tilgængeligt online (link herunder).
1.	1100-1800
2.	1800-1870
3.	1870-1920
4.	1920-1960
5.	1960-2000

### Opgør med Perioden - andre tilgange
Den seneste danske litteraturhistorie, der forsøger at give en samlet fremstilling af litteraturens historiske forløb er Dansk litteraturs historie i 5 bind, der blev afsluttet i 2009 og udkom på Gyldendal. Men ud fra de nyere litteraturhistoriske fremstillinger synes det ikke længere at være umiddelbart ligetil og lige så indlysende at skabe en sammenhængende fortælling, som det var for tidligere litteraturhistoriker som Vilhelm Andersen og F.J. Billeskov Jansen. I 1997-99 udkom Læsninger i Dansk Litteratur, hvori den danske litteratur, herunder også Vølvens spådom og Egils Saga, fra oldtid til 2000 blev udlagt gennem en række læsninger af værker, der samlet dækkede den givne periode.
Anne-Marie Mais Hvor litteraturen finder sted i tre bind er en anden litteraturhistorisk fremstilling, der både omgår inddeling i perioder og den personfokuserede fremstilling, og i stedet går til litteraturhistoriens steder, der danner udgangspunkt for hendes litteraturhistorie.
Disse, delvise, vægringer mod en samlet historisk fremstilling kan belyses ud fra det postmodernes opgør med de "store fortællinger", hvorfor litteraturhistorien også må begrænse sin rækkevidde og indsnævre det nationale perspektiv til fordel for mere lokale fortællinger.
Et nyere eksempel på en tilgang, der omgår den almindelige periodiseringen, er dagbladet Informations bud på en litteraturhistorie, der tager udgangspunkt i litterære begivenheder. Informations forsøg eller bud på at skrive det 21. århundredes litteraturhistorie gik under navnet  “20 før 20”, og de beskrev 20 litterære begivenheder fra 2000-2019, begyndende med Claus Beck-Nielsen, der i 2000 gik undercover som identitetsløs hjemløs, og sluttende med bl.a Jonas Eikas tale ved overrækkelsen af Nordisk Råds Litteraturpris.

### Omfattende litteraturhistoriske fremstillinger om dansk litteratur

#### Periodeorienteret
- Petersen, N.M (1907). Bidrag til den danske litteraturs historie København: Wøldikes Forlag.
- Petersen, C.S. & Andersen V (1924-1934).: Illustreret dansk Litteraturhistorie I-IV. København: Gyldendal.
- Friis O. (1945). Den Danske Litteraturs Historie. København: H. Hirscsprungs Forlag,
- Albeck, Gustav m.fl. (1964-1966). Dansk litteratur Historie. København: Politikken
- Fjord Jensen (m.fl. red) (1983-1985). Dansk litteraturhistorie. København: Gyldendal
- Jørgensen, J.A. (m,fl. red.): Hovedsporet. København: Gyldendal 2005
- Mortensen, K.P. & Schack, M (red.; 2006-2009). Dansk litteraturs historie 1-5. København: Gyldendal.
- Møller Jensen, E. (m.fl. red.) (1993-1998): Nordisk Kvindelitteraturhistorie.

#### Andre tilgange
- Læsninger i dansk litteratur 1-5 (red. Povl Schmidt og Anne-Marie Mai m.fl.)
- Mai, Anne-Marie (2011): Hvor litteraturen finder sted: Gyldendal

### Anden litteratur
- Thomsen, M.R.& Larsen, S.E. (2005). “Introduktion”. I Litteraturhistoriografi, oversat af Morten Visby og Rolf Reitan, 7–40. Moderne litteraturteori. Aarhus: Aarhus Universitetsforlag.
- Wilpert, G.v. (1989). Sachwörterbuch der Literatur. 7. udgave. Stuttgart: Alfred Kröner Verlag.